# Delamarerus
Genre
Delamarerus est un genre de collemboles de la famille des Lepidocyrtidae.

## Liste des espèces
Selon Checklist of the Collembola of the World (version du 26 août 2019) :
- Delamarerus immsi Mitra, 1976
- Delamarerus machadoi (Delamare Deboutteville, 1958)

## Étymologie
Ce genre est nommé en l'honneur de Claude Delamare Deboutteville.

## Publication originale
- Mitra, 1976 : A new genus and species of termitophilous Collembola (Entomobryidae: Cyphoderinae) from India. Revue d'Ecologie et de Biologie du Sol, vol. 13, no 4, p. 645-652.